# Dysphania quadriplagiata
Dysphania quadriplagiata là một loài bướm đêm trong họ Geometridae.